# Vitriniet-reflectie

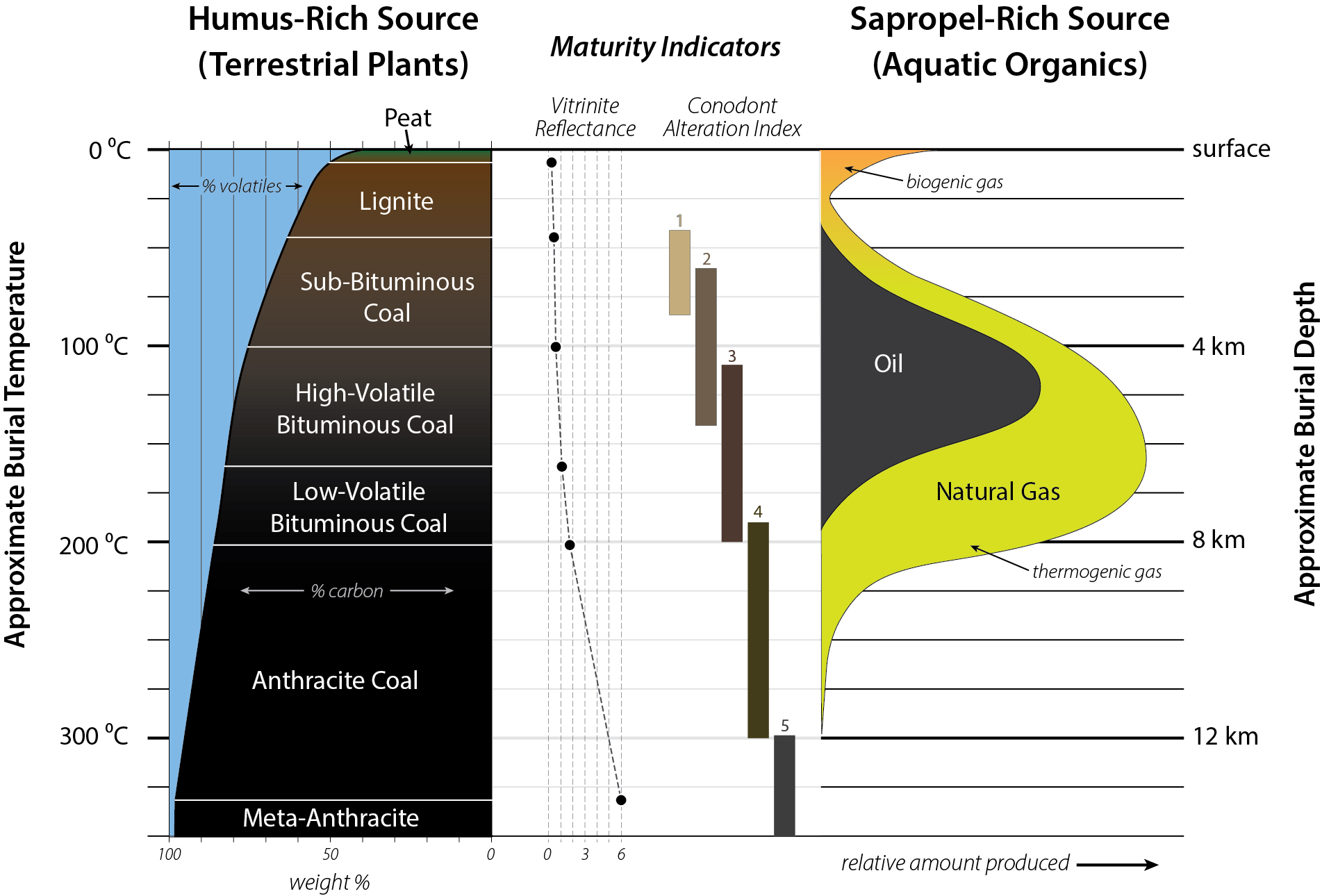
Vitrinietrefectie als maatstaf voor olie- en gasgeneratie

De meting van vitriniet-reflectie is een belangrijke methode om de temperatuurgeschiedenis van sedimenten in een sedimentair bekken te bepalen.
Vitriniet is een van de organische mineralen (maceralen) die onderdeel uitmaakt van vaste en vloeibare fossiele brandstoffen.
De meting van de reflectie van vitriniet werd eerst gebruikt bij de classificatie van steenkool, hoe hoger de reflectie, hoe minder gas erin voorkomt, en hoe hoger het koolgehalte. Het is een snelle methode die met een microscoop kan worden uitgevoerd en waarvoor dus geen chemische analyse nodig is. Later werd het maceraal vitriniet  ook aangetroffen in aardoliemonsters en zo kon de vitrietreflectie gebruikt worden als gereedschap om de thermische metamorfose van kerogeen tot koolwaterstof te bestuderen. Met name het temperatuurbereik tussen 60 en 120 °C is van belang bij het ontstaan van aardolie en aardgas uit moedergesteente.
Vitriniet-reflectie kan dus worden gebruikt als indicator van de rijpheid (Engels: maturity) van moedergesteente. De ondergrens van het olievenster correleert met een reflectie van ongeveer de 0,5-0,6%, de bovengrens van het olievenster correleert met een reflectie van ongeveer 0,85-1,1%